# Martinet
Martinet är en kommun i departementet Vendée i regionen Pays de la Loire i västra Frankrike. Kommunen ligger i kantonen La Mothe-Achard som tillhör arrondissementet Les Sables-d'Olonne. År 2022 hade Martinet 1 199 invånare.

## Befolkningsutveckling
Antalet invånare i kommunen Martinet
| Referens: INSEE |